# Anders Bergén
Anders Thorsten Bergén, född 4 januari 1949 i Karlshamns församling i Blekinge län, är en svensk företagsledare som varit VD för Gröna Lund.
Anderes Bergén är son till spinnmästaren Thorsten Bergén och Ruth, ogift Olsson. Efter studentexamen 1970 blev han reseledare 1972. Han fick anställning vid Gröna Lunds Tivoli 1973, där han arbetade vid tekniska avdelningen i två år innan han 1975 blev planeringschef samma år som han gifte in sig i ägarfamiljen. Han avancerade till vice VD 1981 och var VD där 1990–1997. Han efterträddes av Ulf Larsson.
Han var därefter VD för Stockholm Water Festival 1997–1999 och konsult i hotellprojekt Dominikanska republiken 1999–2002. Bergén arbetade med utredningen Stockholms Visitiors Board 2002, var hotellinspektör för Sveriges Hotell- och Restaurangföretagare (SHR) från 2003 samt från 2005 direktör vid Wallmans Salonger i Köpenhamn.
Anders Bergén var 1975 till 1993 gift med sedermera tivolichefen Nadja Bergén (född 1955), dotter till Gröna Lunds tidigare VD John Lindgren och Ninni, ogift Nilsson. De fick fyra söner tillsammans.